# AX530S
AX530Sは、セイコーインスツル (SII) が開発した、ウィルコム向けコンパクトフラッシュ型 Type IIデータ通信端末製品である。

## 概要
W-OAM対応のPCカード型データ端末で、外観上の特徴としてPCカードスロットに本体を入れた場合に、パソコン本体から突起部がでない様に工夫している。また、PCカードスロットが無く、USBのみのPCでは、付属の「USBアダプタ」及び「USBケーブル」で、金銭の負担無しで、USB通信端末としても利用できる。本体の色調は黒色を採用している。
変調方式「8PSK」に対応しているので、W-OAMエリア内ではAIR-EDGE[PRO]「8x」の場合は408kbps、「4x」で204kbps、「2x」で102kbps、「1x」で51kbpsの最高速度で利用する事が出来る。
W-OAMエリア外でも、AIR-EDGEは[PRO]「8x」（256kbps・32×8）、「4x」（128kbps・32×4）、「2x」（64kbps・32×2）、「1x」（32kbps・32×1）、64Kフレックスチェンジ（ネット25）に対応している。また、PIAFS（64k・32k）に対応している。
また、「AX510N」と同様に「MEGAPLUS」サービスが利用可能で、「AX510N」以上の体感速度を得る事が出来、サービスの利用料金は[PRO]では無料。それ以外のコースでは500円（税込）で利用する事が出来た（2010年12月サービス終了）。
また、台湾・タイでの国際ローミングにも対応している。
付属品は小冊子の他に、専用ユーティリティソフトを収録したCD、USBアダプタ、USBケーブルなどが付属している。

## 仕様（テンプレート外）
- 対応OS（各日本語版）
  - Microsoft Windows 2000
  - Microsoft Windows XP
  - Microsoft Windows Vista（64bit版も対応）
  - Microsoft Windows 7（64bit版も対応）
  - macOS 10.2  - 10.2.8 / 10.3.4 - 10.6.2

## 歴史
- 2008年7月8日 - 技術基準適合証明 (TELEC) の審査を通過（証明記号 - 001JXAA1187 , 001JXAA1188、「MKS-003」として）。
- 2008年7月8日 - JATE（財団法人電気通信端末機器審査協会）による審査を通過（認定番号:A08-0281001、「MKS-003」として）。
- 2008年10月28日 - 販売予定である事を発表。
- 2008年11月7日 - 発売開始。